# Римська піхотна тактика
Римська піхотна тактика — форма організації та використання піхоти в бою, що застосовувалась у Стародавньому Римі.

## Фаланга
Перші достовірні дані стосовно організації римської армії стосуються діяльності Сервія Туллія. Його реформи поділили римське суспільство на класи, що мали різні військові зобов'язання. Виходячи з облаштування легіонерів, повідомлень античних авторів та напрямку розвитку римської тактики, основною формою тактичної організації римлян у часи пізнього царства і ранньої республіки була фаланга, запозичена, імовірно, у етрусків. Фаланга — тісно зімкнутий стрій без інтервалів. Така тактична форма мала переваги перед розрізненим строєм у полегшенні керування великими групами людей, зменшенні впливу якостей окремих бійців, підвищенні моралі та кращою обороною перед кавалерією.
|  | У колишні часи щити у римлян були круглі, але з того часу, як воїни стали отримувати платню, вони замінили їх на великі довгасті, а з фаланг, які нагадували македонські, згодом вийшов бойовий порядок, складений з маніпул; Оригінальний текст (лат.) clipeis antea Romani usi sunt; dein, postquam stipendiarii facti sunt, scuta pro clipeis fecere; et quod antea phalanx similis Macedonicis, hoc postea manipulatim structa acies coepit esse. |

## Маніпула
У фаланги був один великий недолік — низька маневреність. Для бою у фаланзі необхідно було зберігати її цілісність, тому кожного разу, коли частина легіонерів відбивалась від інших, або випереджала їх, або ж коли у строю виникав розрив, треба було зупиняти фалангу для рівняння.

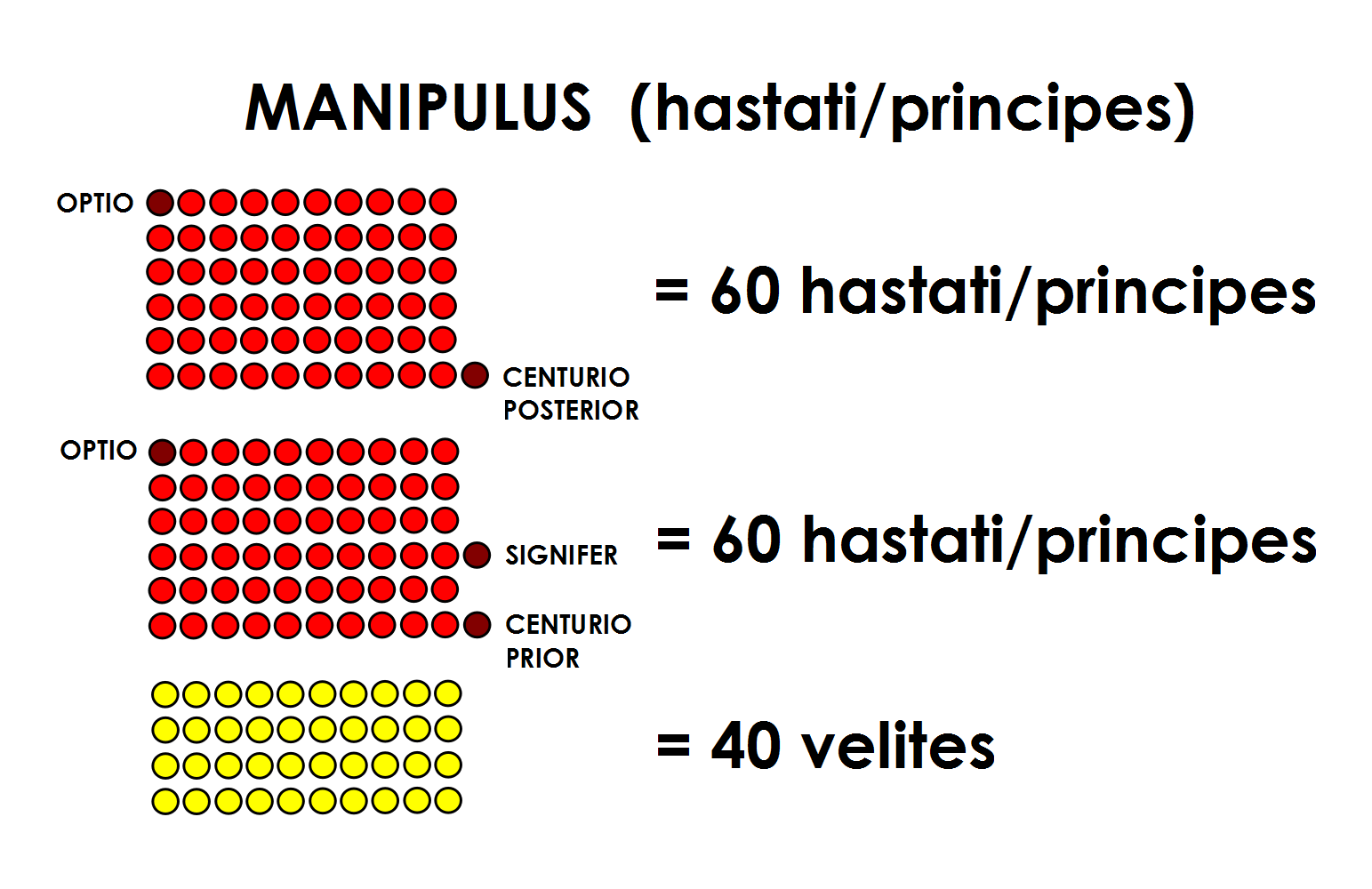
Стрій римських маніпул вглиб

|  | Якою простою б не була побудова фаланги, все ж її порядок легко порушити. Навіть просто пересуватися більш-менш широким фронтом дуже важко; але варто цьому фронту розірватися де-небудь в одному місці, як негайно в іншому виникає тиснява. Це трапляється навіть на абсолютно рівному навчальному плаці, а вже якщо поля являють будь-які нерівності або перешкоди або якщо треба зрушити військо вперед, забираючи трохи навскіс вправо і вліво, то правильний рух стає взагалі неможливим. Оригінальний текст (рос.) Как ни просто построение фаланги, все же ее порядок легко нарушается. Даже просто передвигаться более или менее широким фронтом очень трудно; но стоит этому фронту разорваться где-нибудь в одном месте, как тотчас в другом возникает давка. Это случается даже на совершенно ровном учебном плацу, а уж если поле представляет какие-либо неровности или препятствия или если надо двинуть войско вперед, забирая несколько наискось вправо и влево, то правильное движение становится вообще неосуществимым. |

У IV ст. до н. е. Рим почав розширятись у сусідні з Лацієм регіони, де зустрів нових супротивників в обличчі галів та самнітів і нові топографічні умови. Ці випробування призвели до реформування єдиної фаланги у маніпулярний стрій, що проіснував до Ганнібалової війни. Єдину фалангу римляни поділили на маніпули по 120 осіб, між якими залишались невеликі інтервали. Це дозволяло вирішувати зупинки на рівні маніпули, без зупинки усього війська, та оминати перепони на полі бою. Але якщо розділити стару фалангу і залишити проміжки між частинами, щоб уникнути скупчень і викликаного ними замішання, то дуже легко виникали б розриви, і маніпули билися б ізольовано одна від одної, інтервали неминуче призводять до цього. Так користуватися ними можна було лише з великим обмеженням. Введення більш частих інтервалів можна було здійснити тільки в тому випадку, якщо одночасно вжити заходів до негайного закриття розривів, що і досягалося шляхом ділення легіону на 3 лінії — гастатів, принципів і тріаріїв. Розчленовувати фалангу можна було не інакше, як одночасно і вздовж, і впоперек.
Принципи розташовувались у другій лінії за інтервалами між маніпулами гастатів, у третій лінії стояли триарії. Якщо між маніпулами гастатів виникав занадто великий розрив, його закривали введенням у першу лінію принципів. Якщо ж лінія знову розривалась, то вводились триарії. Маніпулярна реформа дозволила римським легіонам зберегти стійкість фаланги та набути значно більшої маневреності.
|  | Коли військо шикувалося в такому порядку, першими в бій вступали гастати. Якщо вони були не в змозі перекинути ворога, то поступово відходили назад, займаючи проміжки в рядах принципів... Якщо і принципи не досягали в битві успіху, вони крок за кроком відступали до триаріїв. Оригінальний текст (лат.) ubi his ordinibus exercitus instructus esset, hastati omnium primi pugnam inibant. si hastati profligare hostem non possent, pede presso eos retro cedentes in intervalla ordinum principes recipiebant. tum principum pugna erat; hastati sequebantur... si apud principes quoque haud satis prospere esset pugnatum, a prima acie ad triarios se sensim referebant. |

## Розвиток у Другу Пунічну війну

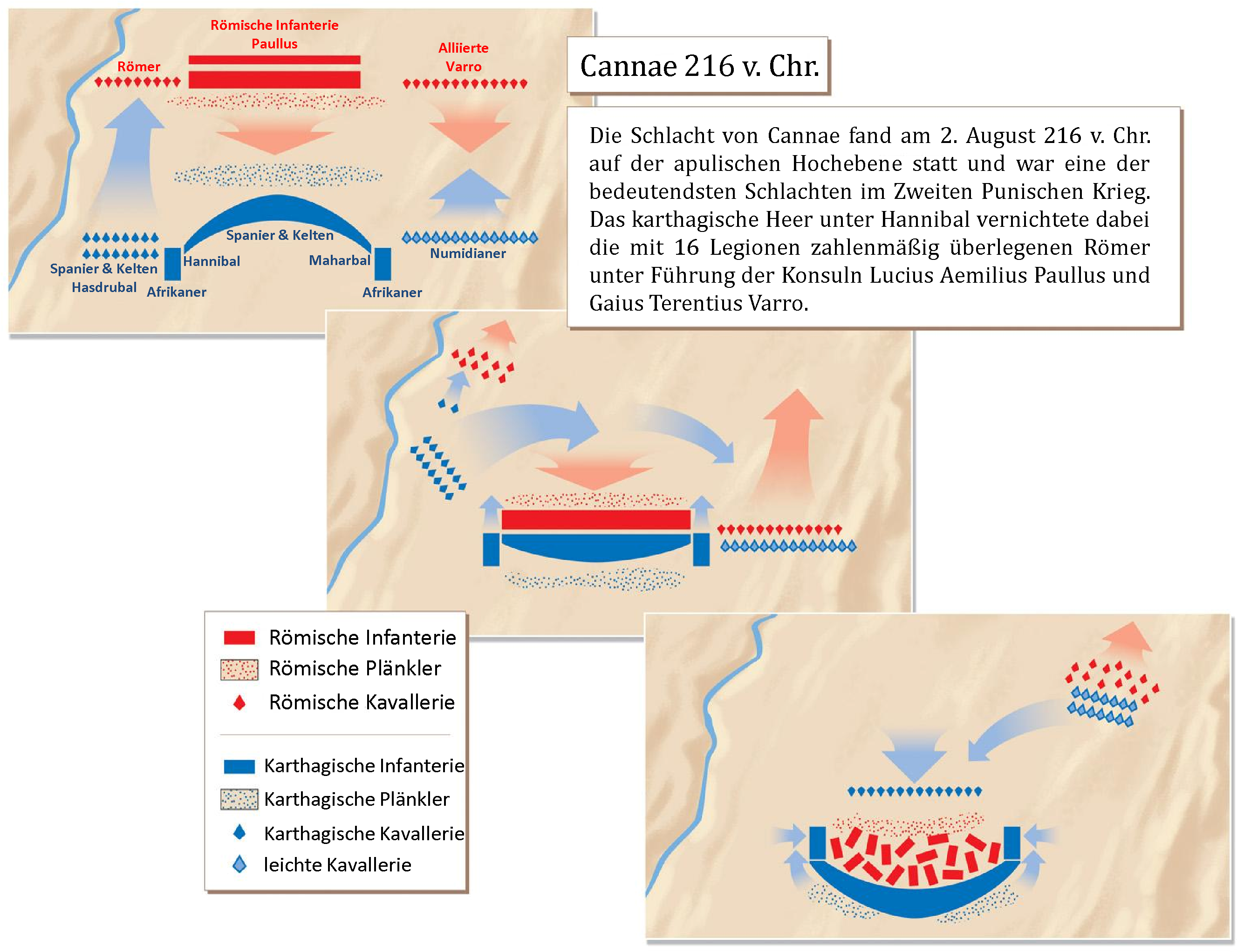
Битва при Каннах. Африканські війська на флангах діяли окремо від основної фаланги.

Наступні зміни у римській піхотній тактиці відбулись під час Другої Пунічної війни. Ряд перемог в Італії показав, що незалежно від обставин римська армія могла бути знищена Ганнібалом. Це вплинуло на розвиток римської тактики. Під керівництвом Сципіона Африканського римляни в Іспанії експериментували з новими формами, розробленими під впливом тактики Ганнібала, ключовою характеристикою яких була тактична незалежність різних частин.
Римські маніпули хоч і були відділені одна від одної, але не могли проводити незалежних тактичних маневрів, про це каже вже розмір маніпули — 120 чоловік — замало, щоб маневр такої частини міг значно вплинути на хід античної битви. Тому і під Каннами, коли римлян оточили, вони не змогли утворити другий фронт і зустріти карфагенські війська. Поділ армії на маніпули мав лише сенс у просуванні, сама ж битва фактично проходила у фаланговому строю.
Ганнібал маневрував кількома тактичними одиницями одразу. Під Каннами африканські війська на флангах діяли відокремлено від основної лінії, і саме їхні маневри перетворили карфагенську перемогу на розгром римської армії. Під Замою Ганнібал повторив маневр, але Сципіон відповів контрманевром, і оточити римську армію не вдалось.
Формально організація римської армії не змінилась, але була адаптована нова тактика. Замість того, щоб використовувати принципів та триаріїв для заповнення інтервалів та поступового введення в бій, Сципіон в вирішальний момент виводить їх на фланги та оточує супротивника або ж сам запобігає оточенню. Саме для такого маневру римський полководець ставить принципів і триаріїв трохи далі, ніж прийнято у римлян, адже раніше вони мали з'єднатись у фалангу під час бою. Сципіон же хотів залишити собі можливість ними маневрувати.
|  | Публій побудував свої війська в наступному порядку: попереду поставив маніпули гастатів на деякій відстані одна від іншої, за ними принцепсів, але не навпроти проміжків в передніх рядах, як буває у римлян звичайно, а за самими маніпулами, на деякій відстані від них, бо у ворога було багато слонів. Оригінальний текст (д.-гр.) πλὴν ὁ μὲν Πόπλιος ἔθηκε τὰς τάξεις τῶν ἰδίων δυνάμεων τὸν τρόπον τοῦτον. πρῶτον μὲν τοὺς ἁστάτους καὶ τὰς τούτων σημαίας ἐν διαστήμασιν, ἐπὶ δὲ τούτοις τοὺς πρίγκιπας, τιθεὶς τὰς σπείρας οὐ κατὰ τὸ τῶν πρώτων σημαιῶν διάστημα, καθάπερ ἔθος ἐστὶ τοῖς Ῥωμαίοις, ἀλλὰ καταλλήλους ἐν ἀποστάσει διὰ τὸ πλῆθος τῶν παρὰ τοῖς ἐναντίοις ἐλεφάντων: τελευταίους δ᾽ ἐπέστησε τοὺς τριαρίους. |

Скоріш за все Зама не була першою битвою, у котрій римляни використали нову тактику. Так маневр Сципіона у битві на Великих Рівнинах нагадує обхід військ Ганнібала при Каннах.
|  | Однак, як тільки подалися фланги, кельтібери були швидко оточені римськими принцепсами і триаріями, і тут же за нікчемними винятками порубані були всі. Оригінальний текст (д.-гр.) οὐ μὴν ἀλλ᾽ ἅμα τῷ κλῖναι τοὺς ἀπὸ τῶν κεράτων ταχέως κυκλωθέντες ὑπὸ τῶν πριγκίπων καὶ τριαρίων αὐτοῦ κατεκόπησαν πάντες πλὴν τελέως ὀλίγων. |

Із новою тактикою втратив сенс старий поділ на гастатів, принципів та триаріїв. Єдиною різницею між ними було те, що гастати виступали у першій лінії, а принципи та триарії використовувались для флангових маневрів.
Римська армія під час Другої Пунічної фактично пережила революцію. До Ганнібалової війни це було ополчення, кероване цивільними магістратами, що билося у модифікованій фаланзі. Після — фактично професійна армія, що для бою формувала відразу декілька незалежних фаланг. У маніпулярному строю воїн мав опору у сусідніх маніпулах, бо він, завдяки постійним тренуванням, знав, що вони неухильно виконають свою роль. Тепер же воїн у першій лінії часто не знав, де саме знаходиться резерв, йому залишалось лише вірити, що командування правильно його застосує. У громадянського війська не може бути такої великої моральної стійкості: для цього потрібні були професійні солдати, і командири з багаторічним стажем. Розподіл на гастатів, принципів і тріаріїв існував і раніше, але тільки тепер встановили між ешелонами дистанцію в сотню-іншу кроків. Однак ця дистанція була обумовлена зовсім іншою сутністю війська: вона вимагала іншого військового духу, полководця, командирів, бійців. Здатність професійного римського війська вільно маневрувати відразу декількома частинами була значною перевагою і однією з головних передумов подальших римських завоювань.

## Реформи Гая Марія

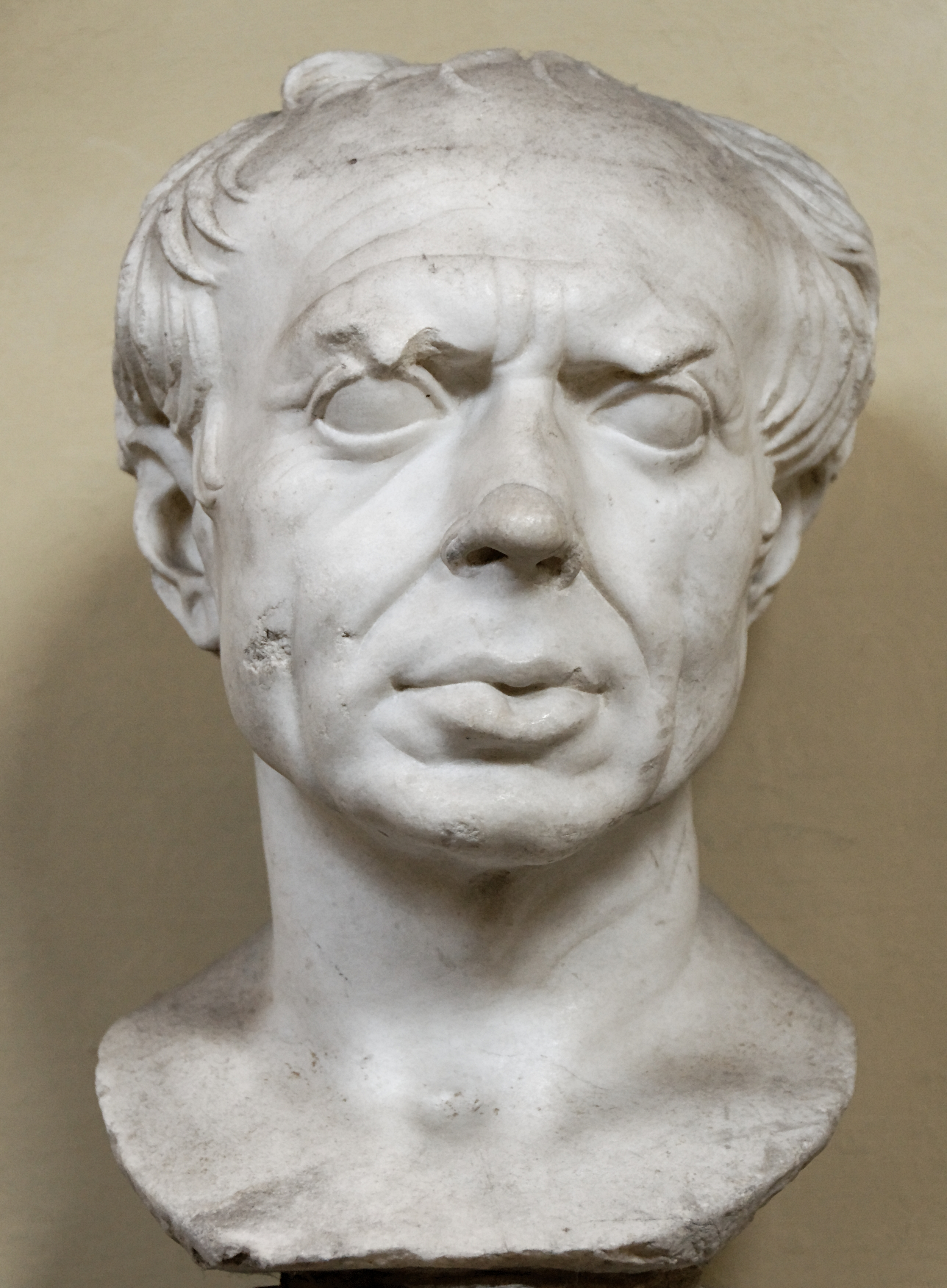
Бюст що асоціюється з Гаєм Марієм

Практика римської армії після Другої Пунічної не відповідала її організації, ця невідповідність була виправлена реформами Гая Марія. У сфері тактики головною зміною було остаточне інтегрування маніпул у когорти. Колишні маніпули не були тактичними одиницями: вони були занадто малі; вони не були самостійні по-справжньому, а якщо навіть і траплялося, коли одна маніпула або кілька разом здійснювали маневр або окремий напад, то принципово все-таки діяв весь ешелон або певна частина ешелону. Здавна союзницькі частини організовувались у більші загони — когорти. Із змінами у тактиці римляни і самі почали використовувати поділ на когорти. Остаточно ж вони закріпились з реформами Марія. Тепер маніпули складали 200 чол., а 3 маніпули утворювали когорту, що і була тактичною одиницею.
Подібний загін виключно навчених воїнів міг з цих пір легко коритися кожному наказом, приймати будь-який стрій і здійснювати будь-який рух. Полководець міг наказати війську вишикуватися в одну, дві, три або чотири лінії; він міг одну лінію посилити, іншу послабити; він міг вибудувати з них ламану лінію і ставити когорти спиною один до одного, щоб утворити подвійний фронт. Він міг, нарешті, переміщати кожну когорту з одного місця на інше.
У такій формі римська піхотна тактика, не зазнавши значних змін, проіснувала до ІІІ ст. Організація і тактика легіонів залишалися по суті тими ж, що були при Марії. Деяка зміна в складі когорт і створення подвійних когорт не суттєво вплинули на тактику. Також і реформи, до яких вдавався той чи інший імператор, мали лише характер постанови, нічого не змінюючи по суті в самій тактиці. Когорта залишалась головною тактичною одиницею. Іноді війська розгортались у дві лінії, замість старих трьох. Але ще за часів Сципіона реальна різниця лежала між військами у першій лінії та військами у резерві, отож кардинальних змін тут не було.

## Занепад римської піхотної тактики
У ІІІ столітті Римська держава пережила значну кризу, що торкнулась усіх сфер держави, у тому числі і військової. Необхідною передумовою використання специфічної римської піхотної тактики була висока дисципліна та якість рекрутів. Це підтримувалось різними методами, але перш за все — вчасним матеріальним постачанням та платнею. У ІІІ столітті Римська держава була зайнята постійними громадянськими війнами, що самі по собі негативно впливали на дисципліну.
|  | Безперервна зміна проголошень і вбивств імператорів, постійна громадянська війна і перехід від одного правителя до іншого зруйнували той цемент, який скріплював до цього часу тверду будівлю римської армії – дисципліну, яка становила бойову цінність цих легіонів. Оригінальний текст (рос.) Непрерывная смена провозглашений и убийств императоров, постоянная гражданская война и переход от одного правителя к другому разрушили тот цемент, который скреплял до этого времени твердое здание римской армии – дисциплину, которая составляла боевую ценность этих легионов. |

У той же час Рим переживає значну економічну кризу, що ще за часів Северів зобов'язує імператорів переходити від грошової платні до натурального постачання.
|  | Землі, які забрали у ворогів, він роздав прикордонним начальникам і воїнам, з тим, щоб ці землі належали їм лише в тому випадку, якщо і спадкоємці їх будуть служити у війську, і щоб землі ніколи не переходили в приватні руки, він говорив, що воїни будуть ревніше нести службу, якщо будуть захищати і свої поля. Оригінальний текст (лат.) sola quae de hostibus capta sunt, limitaneis ducibus et militibus donavit, ita ut eorum essent,122 si heredes eorum militarent, nec umquam ad privatos pertinerent, dicens attentius eos militaturos, si etiam sua rura defenderent. |

Поки легіонери проживали в таборах, вони повністю належали державі, і можна було підтримувати чітку дисципліну. Коли ж воїни почали жити окремо, по домам, з сім'ями і лише на деякий час збиратись на тренування, то підтримка старої дисципліни унеможливилась. Так зруйнувалась основа легіону та його тактики.
Під час кризи римляни все більше переходили до комплектування своєї армії варварськими елементами, адже вони не потребували довготривалого та дорогого навчання для війни. Серед римлян з ряду причин недоставало дисципліни для використання римської тактики. А найняті племена були схильні використовувати свої тактичні форми. Одночасно з римської дисципліною зник і той своєрідний римський тип бою, який складався в поєднанні метання дротика із застосуванням в бою меча і який можливий лише за наявності добре навчених військ. Тепер і імперські армії стали застосовувати в якості бойового порядку каре і побудова в формі «кабанячої голови». Таким чином, занепала римська піхотна тактика. Її замінила германська.